# Cavia magna
Cavia magna é uma espécie de roedor da família Caviidae.
Pode ser encontrada no leste do Uruguai e no Brasil (Rio Grande do Sul e Santa Catarina).